# Колебиљијано (Терамо)
Колебиљијано (итал. Collebigliano) је насеље у Италији у округу Терамо, региону Абруцо.
Према процени из 2011. у насељу је живело 231 становника. Насеље се налази на надморској висини од 507 м.